# Discografia delle Pussycat Dolls
Questa è la discografia delle Pussycat Dolls gruppo pop statunitense tutto al femminile creato dalla coreografa Robin Antin nel 1995 come corpo di ballo burlesque. In seguito al successo mediatico ottenuto, la Antin riesce a far ottenere al gruppo un contratto discografico con la Interscope Records, trasformandolo, nel 2003, in una band attiva sul mercato discografico. La formazione originale del gruppo era composta da: Nicole Scherzinger, Carmit Bachar, Ashley Roberts, Jessica Sutta, Melody Thornton e Kimberly Wyatt. La formazione originale del gruppo si sciolse ufficialmente tra il 2009 e il 2010, anche se un componente, Carmit Bachar, lasciò il gruppo nel 2008 per seguire la sua carriera da solista.
Il 13 settembre 2005, viene pubblicato il primo album, PCD; inoltre sono presenti alcuni tributi e cover di famose canzoni. L'album è un grande successo a livello mondiale: venderà oltre dieci milioni di copie, raggiungendo la prima posizione in Nuova Zelanda, la top five in paese come i Paesi Bassi e gli Usa, inoltre l'album entra nella top ten di Austria, Regno Unito, Germania, Irlanda. L'album contiene hit di grande successo, come PCD, Stickwitu e Buttons, che raggiungono le parti alte delle classifiche di molte paesi. Inoltre la band riceve la nomination ai Grammy Award nella categoria Best Pop Performance By a Duo or Group per la canzone Stickwitu.
Il 19 ottobre 2008 viene pubblicato il secondo album del gruppo, Doll Domination. Nella prima settimana di uscita l'album vende circa 79,000 copie e debutta alla posizione numero 4 della classifica americana Billboard 200. Dall'album vengono estratti singoli come When I Grow Up che in America raggiunge la vetta della Dance Club Songs e I Hate This Part che ottiene buon successo entrando nelle top 10 di vari paesi. Una riedizione dell'album, Dool Domination 2.0, presenta nuovi brani, tra cui la cover di Jai Ho dell'artista indiano A.R. Rahman e Hush Hush, versione dance dell'omonimo brano contenuto nell'edizione standard dell'album.

## Album
| Anno | Titolo                                                                           | Posizioni massime in classifica | Posizioni massime in classifica | Posizioni massime in classifica | Posizioni massime in classifica | Posizioni massime in classifica | Posizioni massime in classifica | Posizioni massime in classifica | Posizioni massime in classifica | Posizioni massime in classifica | Certificazioni                                                             | Vendite                                                 |
| Anno | Titolo                                                                           | US                              | UK                              | AUS                             | NZ                              | GER                             | SWI                             | AUT                             | FRA                             | ITA                             | Certificazioni                                                             | Vendite                                                 |
| ---- | -------------------------------------------------------------------------------- | ------------------------------- | ------------------------------- | ------------------------------- | ------------------------------- | ------------------------------- | ------------------------------- | ------------------------------- | ------------------------------- | ------------------------------- | -------------------------------------------------------------------------- | ------------------------------------------------------- |
| 2005 | PCD - Pubblicato: 13 settembre 2005 - Formati: CD, download digitale             | 5                               | 7                               | 8                               | 1                               | 6                               | 9                               | 13                              | 23                              | 23                              | - ARIA: 3× Platino - BPI: 3× Platino - IFPI: 2× Platino - RIAA: 2× Platino | - US: 2.900.000 - Europa: 2.000.000 - Mondo: 10.000.000 |
| 2008 | Doll Domination - Pubblicato: 23 settembre 2008 - Formati: CD, download digitale | 4                               | 4                               | 4                               | 8                               | 10                              | 7                               | 16                              | 16                              | 57                              | - ARIA: Platino - BPI: Oro                                                 | - US: 400.000+ - UK: 205.881+* Mondo: 6.000.000         |

## EP
| Anno | Album | Posizioni massime | Certificazioni | Vendite      |
| Anno | Album | UK                | Certificazioni | Vendite      |
| ---- | --- | ----------------- | -------------- | ------------ |
| 2006 | Doll Domination – The Mini Collection - Pubblicato: 24 aprile 2009 - Etichetta: Polydor - Formato: CD, download digitale | 9                 | - BPI: Argento | - UK: 70.000 |

## Singoli
| Anno | Titolo                                             | Posizioni massime in classifica | Posizioni massime in classifica | Posizioni massime in classifica | Posizioni massime in classifica | Posizioni massime in classifica | Posizioni massime in classifica | Posizioni massime in classifica | Posizioni massime in classifica | Posizioni massime in classifica | Posizioni massime in classifica | Posizioni massime in classifica | Posizioni massime in classifica | Album                          | Certificazioni                                                                             |
| Anno | Titolo                                             | US                              | UK                              | AUS                             | NZ                              | CAN                             | ITA                             | FRA                             | GER                             | SWI                             | NL                              | AUT                             | EUR                             | Album                          | Certificazioni                                                                             |
| ---- | -------------------------------------------------- | ------------------------------- | ------------------------------- | ------------------------------- | ------------------------------- | ------------------------------- | ------------------------------- | ------------------------------- | ------------------------------- | ------------------------------- | ------------------------------- | ------------------------------- | ------------------------------- | ------------------------------ | ------------------------------------------------------------------------------------------ |
| 2005 | "Don't Cha" (feat.Busta Rhymes)                    | 2                               | 1                               | 1                               | 1                               | 1                               | 4                               | 6                               | 1                               | 1                               | 2                               | 2                               | 1                               | PCD                            | - RIAA: Platino - ARIA: 2× Platino - BVMI: Oro - RIANZ: Oro - IFPI SWI: Oro - BPI: Platino |
| 2005 | "Stickwitu"                                        | 5                               | 1                               | 2                               | 1                               | 3                               | 18                              | 17                              | 11                              | 6                               | 2                               | 11                              | 2                               | PCD                            | - RIAA: Platino - ARIA: Platino - RIANZ: Oro - BPI: Argento                                |
| 2006 | "Beep" (feat. will.i.am)                           | 13                              | 2                               | 3                               | 1                               | 5                               | 10                              | 10                              | 5                               | 6                               | 2                               | 7                               | 2                               | PCD                            | - ARIA: Oro - RIANZ: Oro - BPI: Argento                                                    |
| 2006 | "Buttons" (feat. Snoop Dogg)                       | 3                               | 3                               | 2                               | 1                               | 5                               | 18                              | 12                              | 4                               | 3                               | 6                               | 1                               | 5                               | PCD                            | - RIAA: Platino - ARIA: Platino - RIANZ: Oro - BPI: Argento                                |
| 2006 | "I Don't Need a Man"                               | 93                              | 7                               | 6                               | 7                               | 7                               | 13                              | 12                              | 20                              | 15                              | 4                               | 19                              | 12                              | PCD                            | - ARIA: Oro                                                                                |
| 2006 | "Wait a Minute" (feat. Timbaland)                  | 28                              | —                               | 16                              | 24                              | 24                              | —                               | —                               | 27                              | 41                              | 7                               | 49                              | 9                               | PCD                            | -                                                                                          |
| 2008 | "When I Grow Up"                                   | 9                               | 3                               | 2                               | 5                               | 3                               | 4                               | 2                               | 7                               | 10                              | 25                              | 7                               | 3                               | Doll Domination (e riedizioni) | - ARIA: Platino - RIANZ: Oro - BPI: Argento                                                |
| 2008 | "Whatcha Think About That" (feat. Missy Elliott)   | 108                             | 9                               | —                               | —                               | 66                              | —                               | —                               | —                               | —                               | —                               | —                               | 34                              | Doll Domination (e riedizioni) | -                                                                                          |
| 2008 | "I Hate This Part"                                 | 11                              | 12                              | 10                              | 9                               | 5                               | 12                              | 3                               | 12                              | 9                               | 27                              | 7                               | 4                               | Doll Domination (e riedizioni) | - RIAA: Platinum - ARIA: Gold - RIANZ: Gold - BPI: Silver                                  |
| 2009 | "Top of the World"                                 | 79                              | —                               | —                               | —                               | 53                              | —                               | —                               | —                               | —                               | —                               | —                               | —                               | Doll Domination (e riedizioni) | -                                                                                          |
| 2009 | "Bottle Pop" (feat. Snoop Dogg)                    | —                               | —                               | 17                              | 17                              | 88                              | —                               | —                               | —                               | —                               | —                               | —                               | —                               | Doll Domination (e riedizioni) | -                                                                                          |
| 2009 | "Jai Ho! (You Are My Destiny)" (feat. A.R. Rahman) | 15                              | 3                               | 1                               | 2                               | 4                               | 2                               | 3                               | 29                              | 14                              | 42                              | 31                              | 2                               | Doll Domination (e riedizioni) | - ARIA: Platino - RIANZ: Platino - BPI: Oro                                                |
| 2009 | "Hush Hush; Hush Hush"                             | 73                              | 17                              | 10                              | —                               | 41                              | —                               | 5                               | 44                              | 30                              | —                               | —                               | —                               | Doll Domination (e riedizioni) | - ARIA: Oro                                                                                |
| 2020 | "React"                                            | —                               | 29                              | 10                              | —                               | —                               | —                               | —                               | —                               | 73                              | —                               | —                               | 4                               | N/A                            |                                                                                            |

### Altre canzoni in classifica
| Anno | Tirolo                                           | Posizioni massime | Posizioni massime | Posizioni massime | Posizioni massime | Album           | Certificazioni |
| Anno | Tirolo                                           | UK                | US                | CAN               | IRE               | Album           | Certificazioni |
| ---- | ------------------------------------------------ | ----------------- | ----------------- | ----------------- | ----------------- | --------------- | -------------- |
| 2004 | Sway                                             | -                 | -                 | -                 | -                 | Shall We Dance? | -              |
| 2007 | Right Now                                        | -                 | -                 | -                 | -                 | PCD             | -              |
| 2008 | Out of This Club (feat. R. Kelly e Polow da Don) | -                 | -                 | -                 | -                 | Doll Domination | -              |

## Video musicali
| Anno | Canzone                      | Registra         | Altro artista |
| ---- | ---------------------------- | ---------------- | ------------- |
| 2004 | Sway                         | Steven Antin     |               |
| 2005 | Don't Cha                    | Paul Hunter      | Busta Rhymes  |
| 2005 | Stickwitu                    | Nigel Dick       |               |
| 2006 | Beep                         | Benny Boom       | will.i.am     |
| 2006 | Buttons                      | Francis Lawrence | Snoop Dogg    |
| 2006 | I Don't Need a Man           | Chris Applebaum  |               |
| 2006 | Wait a Minute                | Marc Webb        | Timbaland     |
| 2008 | When I Grow Up               | Joseph Kahn      |               |
| 2008 | Whatcha Think About That     | Diane Martel     | Missy Elliott |
| 2008 | I Hate This Part             | Joseph Kahn      |               |
| 2009 | Bottle Pop                   | Thomas Kloss     |               |
| 2009 | Jai Ho! (You Are My Destiny) | Thomas Kloss     | A.R. Rahman   |
| 2009 | Hush Hush                    | Rich Lee         |               |